# Botsmark
Botsmark är en tätort i Umeå kommun belägen cirka 50 kilometer norr om Umeå. Orten ligger vid Botsmarkssjön och genom byn flyter Sävarån.
Botsmarks slogan, Umeås höjdpunkt, syftar på att Umeå kommuns högsta berg, Loberget, ligger strax öster om byn.
Utanför orten ligger vad som torde vara Sveriges största flyttblock.

## Befolkningsutveckling
| Befolkningsutvecklingen i Botsmark 1960–2020          | Befolkningsutvecklingen i Botsmark 1960–2020 | Befolkningsutvecklingen i Botsmark 1960–2020 | Befolkningsutvecklingen i Botsmark 1960–2020 | Befolkningsutvecklingen i Botsmark 1960–2020 |
| ----------------------------------------------------- | -------------------------------------------- | -------------------------------------------- | -------------------------------------------- | -------------------------------------------- |
|                                                       |                                              |                                              |                                              |                                              |
| År                                                    |                                              |                                              | Folkmängd                                    | Areal (ha)                                   |
| 1960                                                  | 1960                                         |                                              | 241                                          |                                              |
| 1965                                                  | 1965                                         |                                              | 228                                          |                                              |
| 1970                                                  | 1970                                         |                                              | 241                                          |                                              |
| 1975                                                  | 1975                                         |                                              | 225                                          |                                              |
| 1980                                                  | 1980                                         |                                              | 201                                          |                                              |
| 1990                                                  | 1990                                         |                                              | 214                                          | 49                                           |
| 1995                                                  | 1995                                         |                                              | 208                                          | 49                                           |
| 2000                                                  | 2000                                         |                                              | 197                                          | 49#                                          |
| 2005                                                  | 2005                                         |                                              | 209                                          | 49                                           |
| 2010                                                  | 2010                                         |                                              | 201                                          | 49                                           |
| 2015                                                  | 2015                                         |                                              | 201                                          | 39                                           |
| 2020                                                  | 2020                                         |                                              | 202                                          | 38                                           |
| Anm.: Ej tätort 2000, åter tätort 2005. # Som småort. |                                              |                                              |                                              |                                              |

## Samhället
I Botsmarks centrum ligger den lokala Handlarnbutiken där även bensinpump finns. Butiken är även ombud för Systembolaget och Apoteket. Orten har en F-6-skola. Idag går barnen i klass 4-6 i Bullmark på grund av lärarbrist.
Samhället har ett flertal små och medelstora serviceföretag.

### Handel
Botsmark har tidigare haft både Ica och Konsum. Konsum hade sitt ursprung i Botsmarks konsumtionsförening som år 1927 uppgick i Vindelns konsumtionsförening.
Efter att Konsum lagts ner blev Ica ensam butik och blev ett servicenav på orten med post, bank och alkoholutlämning. När Obs! öppnade i Umeå sommaren 1996 påverkade detta butiken negativt. I november 2001 stängdes Ica-butiken och försattes så småningom i konkurs. Den 8 augusti 2002 kunde butiken öppna igen med ny ägare. Ett ägarbyte skedde 2006, men den 15 januari 2016 lades Ica i Botsmark ner. Nya köpman hittades dock och den 20 mars 2016 öppnades butiken igen, den här gången som en Handlar'n. Bolaget bakom Handlar'n försattes i konkurs i november 2023.

## Kommunikationer
Orten är en "knutpunkt" för viktiga lokala vägar. Länsväg 364 mellan Skellefteå och Umeå (som ett alternativ till E4) passerar genom orten. Tar man av inåt landet, så kommer man fram till Vindeln. Vägen österut leder till Robertsfors och E4 (Sikeå).